# Ориенталь (футбольный клуб)
«Ориента́ль» (исп. Club Oriental de Football) — уругвайский футбольный клуб из города Ла-Паса департамента Канелонес.

## История
«Ориенталь» был основан 24 июня 1924 года для того, чтобы Ла-Пас был представлен собственной футбольной командой. Учредители провели голосование по поводу названия, вариант «Ориенталь» (то есть «Восточный», часть официального названия Восточной Республики Уругвай) набрал 13 голосов, варианты «Либертадор» («Освободитель») и «Коломб» (в честь стадиона в Париже) — по два голоса. «Ориенталь» был основан спустя 15 дней после победы сборной Уругвая на Олимпийских играх в Париже, по этой причине команда стала использовать цвета, схожие с «селесте» — небесно-голубые футболки и чёрный низ.
Клуб стал основателем футбольной лиги департамента Канелонес и в 1970-е годы команда получила профессиональный статус, выйдя из Организации футбола Интериора и присоединившись к Ассоциации футбола Уругвая. Это была первая команда за пределами Монтевидео, получившая такой статус.
В 2000-е годы «Ориенталь» выдвинулся в число лидеров третьего эшелона уругвайского футбола, четырежды выиграв Второй любительский (де-факто — полупрофессиональный) дивизион страны. После победы в чемпионате 2004 года клуб не был допущен к участию во Втором профессиональном дивизионе из-за нарушений. В 2007 году чемпион Второго любительского дивизиона, которым стал «Ориенталь», изначально не получал путёвку в более высокий дивизион.
Однако в конце десятилетия в клубе возникли большие проблемы с финансами. В сезоне 2009/10, после очередной победы в своём дивизионе, команда не заявилась для участия во Втором профессиональном дивизионе и полностью пропустила сезон, возобновив участие во Втором любительском дивизионе в 2010 году. Однако в ноябре того же года во время матча «Ориенталя» случилась трагедия — один из болельщиков пронёс на стадион пистолет и застрелил болельщика «Вилья-Тересы» Марсело Лопеса. Руководство «Ориенталя» было признано виновным в необеспечении безопасности и клуб был оштрафован лишением 12 очков.
После четвёртого титула чемпиона Второго любительского дивизиона, завоёванного в сезоне 2014/15, «Ориенталь» наконец получил путёвку во Второй профессиональный дивизион. В следующем сезоне команда заняла 7-е место. В переходном чемпионате Второго дивизиона, прошедшем во второй половине 2016 года, «Ориенталь» участия не принимал (как и «Уракан»), но сохранил своё место в дивизионе на 2017 год.
Главным соперником «Ориенталя» является другая команда департамента Канелонес — «Хувентуд» из Лас-Пьедраса, выступающий в уругвайской Примере.

## Стадион
Клубу принадлежит стадион «Парк Ориенталь» в Ла-Пасе, вмещающий 1,5 тыс. зрителей. Однако для официальных матчей на профессиональном уровне «Ориенталь» арендует главный стадион департамента Канелонес «Мартинес Монегаль», вмещающий 6 тыс. зрителей. Обычно на этом стадионе играют команды департамента, не имеющие своей собственной арены, поскольку он принадлежит муниципалитету.

## Титулы
- Чемпион Первого любительского дивизиона (третий по уровню) (4): 2004, 2007, 2008/09, 2014/15 (Второй дивизион B Насьональ)